# 布纳河

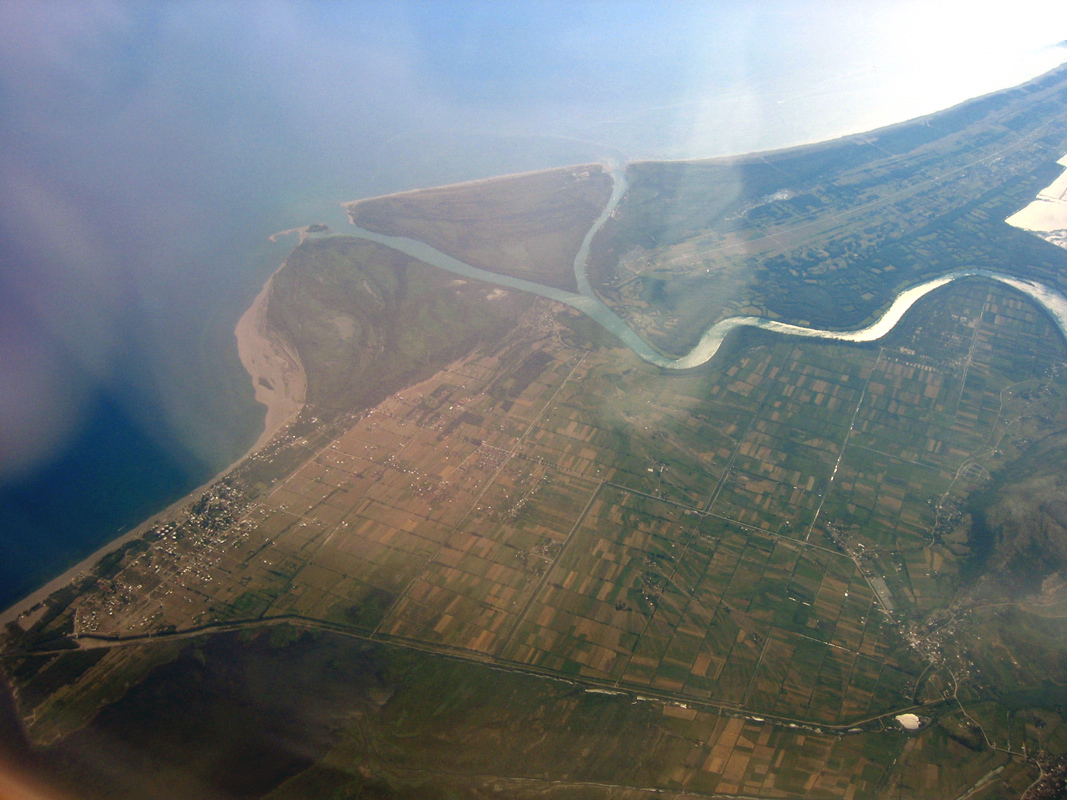
Aerial view the river's mouth, where it flows into the Adriatic.

布纳河（阿尔巴尼亚语: Bunë or Buna；塞尔维亚语: Bojana/Бојана），欧洲巴尔干半岛河流，流经阿尔巴尼亚、黑山。布纳河发源于斯库台湖，注入亚得里亚海，总长41公里；若计入斯库台湖的源头摩拉察河，则总长183公里。阿尔巴尼亚境内长度20公里。